# Населені пункти Кременчуцького району (1939—2020)
Кременчуцький район включає 73 населені пункти.

## Список населених пунктів Кременчуцького району
| №  | Назва             | Тип  | Рада                             | Рік заснування | Площа км² | Населення (2001), ос. | Місце за населенням |
| -- | ----------------- | ---- | -------------------------------- | -------------- | --------- | --------------------- | ------------------- |
| 1  | Білецьківка       | село | Білецьківська сільська рада      | 1740           |           | 1915                  | 7                   |
| 2  | Бондарі           | село | Бондарівська сільська рада       | 1869           | 2         | 403                   | 25                  |
| 3  | Бурти             | село | Білецьківська сільська рада      | після 1911     |           | 277                   | 30                  |
| 4  | Варакути          | село | Омельницька сільська рада        |                |           | 174                   | 40                  |
| 5  | Василенки         | село | Бондарівська сільська рада       |                |           | 88                    | 53                  |
| 6  | Вільна Терешківка | село | Новознам'янська сільська рада    |                |           | 1648                  | 11                  |
| 7  | Воскобійники      | село | Ялинцівська сільська рада        |                |           | 60                    | 63                  |
| 8  | Гориславці        | село | Гориславська сільська рада       | 1776           |           | 550                   | 22                  |
| 9  | Гуньки            | село | Демидівська сільська рада        |                |           | 85                    | 54                  |
| 10 | Демидівка         | село | Демидівська сільська рада        |                |           | 395                   | 26                  |
| 11 | Єристівка         | село | Пришибська сільська рада         |                |           | 287                   | 29                  |
| 12 | Запсілля          | село | Запсільська сільська рада        |                |           | 587                   | 21                  |
| 13 | Заруддя           | село | Бондарівська сільська рада       |                |           | 140                   | 45                  |
| 14 | Кам'яні Потоки    | село | Кам'янопотоківська сільська рада | 1646*          |           | 3662                  | 2                   |
| 15 | Карпівка          | село | Салівська сільська рада          |                |           | 129                   | 46                  |
| 16 | Келеберда         | село | Келебердянська сільська рада     | 1646*          |           | 451                   | 24                  |
| 17 | Кіндрівка         | село | Ялинцівська сільська рада        |                |           | 65                    | 61                  |
| 18 | Кобелячок         | село | Кобелячківська сільська рада     |                |           | 716                   | 19                  |
| 19 | Ковалі            | село | Демидівська сільська рада        |                |           | 35                    | 67                  |
| 20 | Ковалівка         | село | Піщанська сільська рада          |                |           | 178                   | 39                  |
| 21 | Коржівка          | село | Гориславська сільська рада       |                |           | 34                    | 68                  |
| 22 | Крамаренки        | село | Запсільська сільська рада        |                |           | 96                    | 51                  |
| 23 | Кривуші           | село | Піщанська сільська рада          | до 1729        |           | 1100                  | 14                  |
| 24 | Литвиненки        | село | Омельницька сільська рада        |                |           | 61                    | 62                  |
| 25 | Майбородівка      | село | Майбородівська сільська рада     |                |           | 706                   | 20                  |
| 26 | Максимівка        | село | Максимівська сільська рада       |                |           | 2052                  | 5                   |
| 27 | Мала Кохнівка     | село | Потоківська сільська рада        |                |           | 1154                  | 12                  |
| 28 | Маламівка         | село | Білецьківська сільська рада      |                |           | 181                   | 38                  |
| 29 | Малики            | село | Кобелячківська сільська рада     |                |           | 84                    | 56                  |
| 30 | Махнівка          | село | Салівська сільська рада          |                |           | 81                    | 58                  |
| 31 | Миловидівка       | село | Гориславська сільська рада       |                |           | 307                   | 28                  |
| 32 | Мирне             | село | Майбородівська сільська рада     |                |           | 98                    | 50                  |
| 33 | Михайленки        | село | Ялинцівська сільська рада        |                |           | 113                   | 47                  |
| 34 | Найденівка        | село | Демидівська сільська рада        |                |           | 20                    | 70                  |
| 35 | Недогарки         | село | Недогарківська сільська рада     | 1729*          |           | 1768                  | 9                   |
| 36 | Нова Знам'янка    | село | Новознам'янська сільська рада    |                |           | 2379                  | 4                   |
| 37 | Новоселівка       | село | Білецьківська сільська рада      |                |           | 754                   | 18                  |
| 38 | Олефірівка        | село | Гориславська сільська рада       |                |           | 91                    | 52                  |
| 39 | Омельник          | село | Омельницька сільська рада        | 1630           |           | 1811                  | 8                   |
| 40 | Онищенки          | село | Рокитненська сільська рада       |                |           | 55                    | 65                  |
| 41 | Остапці           | село | Бондарівська сільська рада       |                |           | 222                   | 36                  |
| 42 | Панівка           | село | Недогарківська сільська рада     |                |           | 39                    | 66                  |
| 43 | Пащенівка         | село | Недогарківська сільська рада     |                |           | 108                   | 48                  |
| 44 | Петрашівка        | село | Салівська сільська рада          |                |           | 108                   | 49                  |
| 45 | Підгірне          | село | Білецьківська сільська рада      |                |           | 273                   | 32                  |
| 46 | Піщане            | село | Піщанська сільська рада          | 1726           |           | 4931                  | 1                   |
| 47 | Писарщина         | село | Майбородівська сільська рада     |                |           | 231                   | 35                  |
| 48 | Потоки            | село | Потоківська сільська рада        | 1645*          |           | 1755                  | 10                  |
| 49 | Придніпрянське    | село | Потоківська сільська рада        |                |           | 313                   | 27                  |
| 50 | Пришиб            | село | Пришибська сільська рада         | XVII ст.*      |           | 997                   | 15                  |
| 51 | Пустовіти         | село | Омельницька сільська рада        |                |           | 67                    | 60                  |
| 52 | Пухальщина        | село | Ялинцівська сільська рада        |                |           | 57                    | 64                  |
| 53 | П'ятихатки        | село | Рокитненська сільська рада       |                |           | 467                   | 23                  |
| 54 | Радочини          | село | Демидівська сільська рада        |                |           | 250                   | 33                  |
| 55 | Ревівка           | село | Бондарівська сільська рада       |                |           | 151                   | 44                  |
| 56 | Роботівка         | село | Пришибська сільська рада         |                |           | 160                   | 42                  |
| 57 | Ройове            | село | Кам'янопотоківська сільська рада |                |           | 171                   | 41                  |
| 58 | Рокитне           | село | Рокитненська сільська рада       |                |           | 1124                  | 13                  |
| 59 | Рокитне-Донівка   | село | Недогарківська сільська рада     |                |           | 159                   | 43                  |
| 60 | Романки           | село | Рокитненська сільська рада       |                |           | 14                    | 72                  |
| 61 | Садки             | село | Кам'янопотоківська сільська рада |                |           | 2939                  | 3                   |
| 62 | Салівка           | село | Салівська сільська рада          |                |           | 920                   | 16                  |
| 63 | Самусіївка        | село | Ялинцівська сільська рада        |                |           | 82                    | 57                  |
| 64 | Соснівка          | село | Потоківська сільська рада        |                |           | 75                    | 59                  |
| 65 | Стара Білецьківка | село | Білецьківська сільська рада      |                |           | 234                   | 34                  |
| 66 | Степівка          | село | Запсільська сільська рада        |                |           | 85                    | 55                  |
| 67 | Федоренки         | село | Омельницька сільська рада        |                |           | 19                    | 71                  |
| 68 | Чечелеве          | село | Білецьківська сільська рада      |                |           | 1958                  | 6                   |
| 69 | Чикалівка         | село | Кам'янопотоківська сільська рада |                |           | 217                   | 37                  |
| 70 | Щербаки           | село | Рокитненська сільська рада       |                |           | 277                   | 31                  |
| 71 | Щербухи           | село | Демидівська сільська рада        |                |           | 5                     | 73                  |
| 72 | Ялинці            | село | Ялинцівська сільська рада        |                |           | 851                   | 17                  |
| 73 | Яремівка          | село | Демидівська сільська рада        |                |           | 31                    | 69                  |

Примітки: * - перша згадка
1. ↑  Офіційний сайт Кременчуцької районної державної адміністрації. Архів оригіналу за 17 вересня 2012. Процитовано 30 червня 2011.